# Beaumont (Puy-de-Dôme)
 Beaumont  es una población y comuna francesa, situada en la región de Auvernia, departamento de Puy-de-Dôme, en el distrito de Clermont-Ferrand. Es el chef-lieu del cantón de Beaumont.

## Situación geográfica
Situado a 2 km de Aubière, 2,6 km de Clermont Ferrand.
Actualmente el número de habitantes de Beaumont 11229, densidad de población 2800 habitantes/km² y superficie de 4,01 km².

## Demografía
| 6297 | 6930 | 7580 | 8023 | 9465 | 10 741 | 12 902 |
| Para los censos de 1962 a 1999 la población legal corresponde a la población sin duplicidades (Fuente: INSEE [Consultar]) |      |      |      |      |        |        |

## Famosos de Beaumont
Una de las mejores actrices de Francia es nacida en Beaumont llamada Audrey Tautou.